# Kubowo
Kubowo (prononciation : [kuˈbɔvɔ]) est un village polonais de la gmina de Kwilcz dans le powiat de Międzychód de la voïvodie de Grande-Pologne dans le centre-ouest de la Pologne.
Il se situe à environ 3 kilomètres au sud-est de Kwilcz (siège de la gmina), 17 kilomètres au sud-est de Międzychód (siège du powiat), et à 57 kilomètres à l'ouest de Poznań (capitale de la Grande-Pologne).

## Histoire
De 1975 à 1998, le village faisait partie du territoire de la voïvodie de Poznań.

Depuis 1999, Kubowo est situé dans la voïvodie de Grande-Pologne.
Le village possède une population de 100 habitants en 2009.